# Julián Echeverría
Julián Echeverría Orbea (1875-1948), técnico, inventor  y profesor español.
Julián Echeverría hijo del armero José Cruz Echeverría y hermano de Bonifacio, 16 años menor que él, fue relevante técnico armamentístico eibarrés. Desarrollo y perfeccionó diferentes modelos de pistolas, entre ellas la "Automatic Pistol "Star"" que fue el producto base de la empresa STAR, Bonifacio Echeverría S.A.

## Biografía
Julián Etxeberria nació en la población guipuzcoana de Éibar en el País Vasco en España, el 9 de enero de 1875. 
Realizó estudios de comercio que terminó con 16 años. Al finalizar los mismos comenzó a trabajar en la Fábrica de Cañones de Placencia de las Armas, luego trabajó en Amorebieta y seguidamente en la Garate, Anitua y compañía (G.A.C.) donde participó en el desarrollo y producción de la pistola "La Lira", basada en la Mannlicher 1901 que tubo gran aceptación por el mercado. Pasando seguidamente a Talleres Ordicia de San Sebastián pertenecientes a  Víctor Mendizábal.
En 1909 patenta la pistola automática Star, patente que cedería a su padre José Cruz Echeverría y que se fabricaría en las instalaciones de STAR, Bonifacio Echeverría S.A.. En 1913, con el traslado de Esperanza y Unceta a Guernica, es requerido para organizar la producción de las  "pistolas Campo Giro".
En 1912 accede al cargo de director en la recién creada Escuela de Armería, primera escuela profesional de España. Permanecería en ese puesto hasta la guerra civil. En los 25 años de permanencia en esas responsabilidades desarrollaría una intensa labor técnica y humanística. Dio clases de matemáticas y tecnología.
Al inicio de la Guerra Civil en 1936, es nombrado por el gobierno Vasco  "Director de armas portátiles" y colaboró con la fabricación de Deusto de armamento Mauser en una factoría, montada en un tiempo récord, que se abrió en instalaciones de los Salesianos. Tras la caída de Vizcaya, se trasladó a Valencia para colaborar con la organización y fabricación de armamento para el gobierno de la República. 
Tras la guerra se establece en Hendaya, Francia, trabajando en "Manufacture d'armes des Pyrennees Francaises". En 1945, con 70 años de edad, regresa a Éibar y entra como proyectista en "Alfa. Muere tres años después.